# Rubinkehlkolibri
Der winzige Rubinkehlkolibri (Archilochus colubris) ist ein auffallend farbenprächtiger Vogel, der in den östlichen Teilen der USA und Kanadas anzutreffen ist. Der Rubinkehlkolibri ist nicht mit dem südamerikanischen Rubinkolibri identisch. Der Bestand wird von der IUCN als „nicht gefährdet“ (least concern) eingestuft.

## Merkmale
Seinen Namen hat der Rubinkehlkolibri durch sein Gefieder, das in der Sonne metallisch in vielen Farben glänzt. Im Schatten dagegen wirkt das Gefieder matt.
Der Rubinkehlkolibri hat die geringste Federzahl von allen bekannten Vögeln. Seine Länge beträgt etwa 8,3 cm bei den Männchen und 8,5 cm bei den Weibchen und seine Flügelspannweite zwölf Zentimeter. Mit dem Gewicht von drei Gramm ist er extrem leicht. Durch seinen langen Schnabel, der am Ende manchmal gekrümmt ist, stößt er ein kurzes, hochfrequentes Piepen aus.

## Lebensweise
Die Lebensräume der Rubinkehlkolibris sind Wälder, Obstplantagen und Gärten. Dort sieht man sie oft im Schwirrflug herumsausen. Das älteste bekannte Exemplar in der Wildnis ist mit fünf Jahren gestorben. Die normale Lebenserwartung liegt bei drei Jahren.

### Balz und Brutbiologie

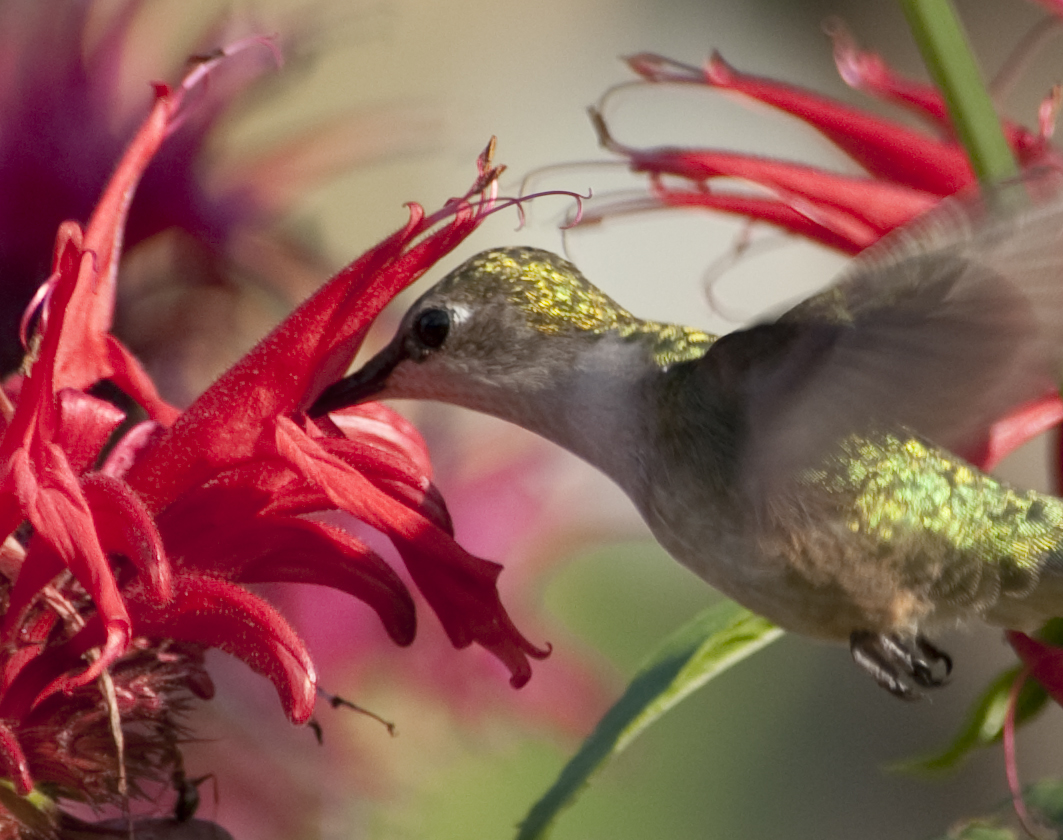
Weibchen an einer Blüte

Nach ihrer Überwinterung erreichen zuerst die Männchen die Brutgebiete und suchen sich Reviere. Sobald die Weibchen kommen, werden sie in Balzflügen umworben, wobei das Männchen in vollendeten Bogenflügen hin- und herfliegt. Danach saust das Paar voreinander auf und ab.
Das Nest besteht aus Laub, Flechten und flaumigem Pflanzenmaterial, das durch Spinnweben zusammengehalten wird. Es befindet sich etwa sechs Meter über dem Boden auf einem Baum. Zwischen März und Juli legt das Weibchen ein oder zwei Eier, die es 16 Tage bebrütet. Danach zieht es die Jungen 22 bis 24 Tage lang groß, während das Männchen sich nicht um die Aufzucht der Jungen kümmert.

### Nahrung
Durch ihr Flugvermögen, das ihnen erlaubt, vorwärts, seitwärts und rückwärts zu fliegen sowie einfach in der Luft zu stehen, können Rubinkehlkolibiris wie Insekten vor Blüten schwirren und ihren dünnen Schnabel in die Blütenkronen einführen. Dort saugen sie mit ihren zusammengerollten Zungen den Nektar heraus. Sie lieben vor allem rote Blüten. Zu den bevorzugten Pflanzen gehören Geißblätter, Flieder, Petunie und Brunnenkresse. Sie beziehen nicht nur ihre Nahrung aus den Blüten, sondern sie bestäuben sie auch und tragen auf diese Weise dazu bei, dass ihre Nahrungsversorgung für das nächste Jahr gesichert ist. Der Nektar versorgt den Kolibri mit dem lebenswichtigen Zucker; manchmal frisst er auch Insekten und Spinnen.

## Verbreitung und Bedrohung

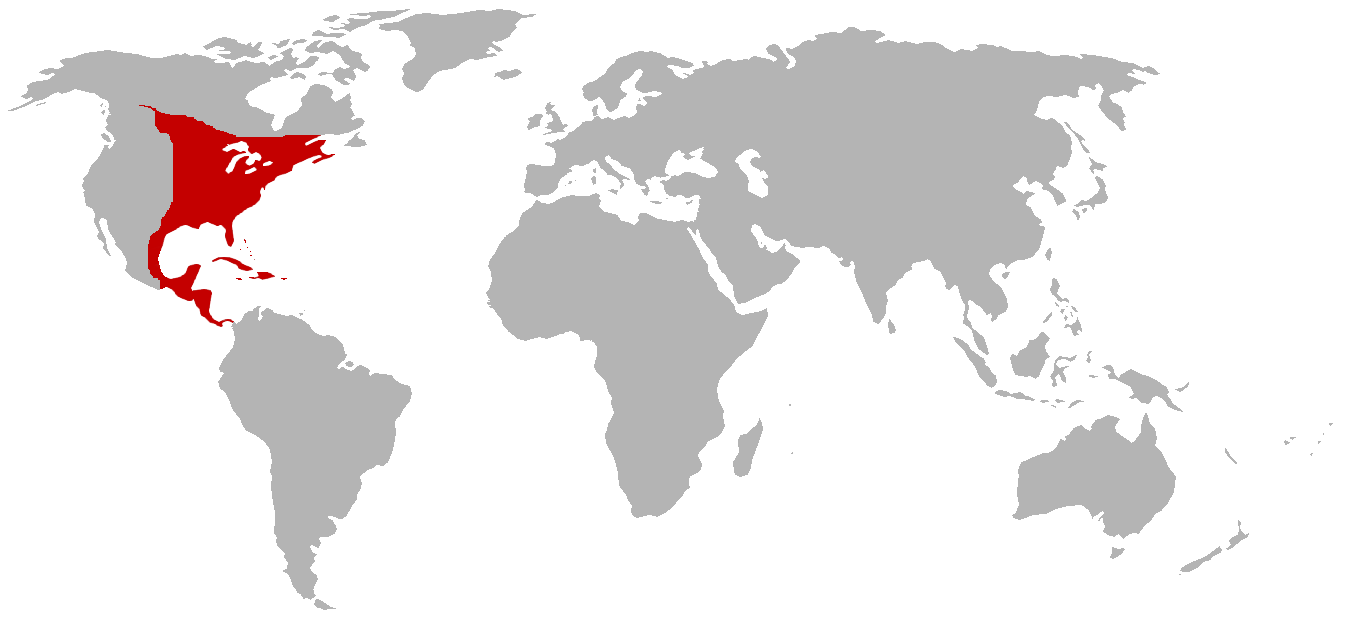
Das Verbreitungsgebiet des Rubinkehlkolibris

Rubinkehlkolibris überwintern in Mittelamerika und auf den westindischen Inseln und brüten im östlichen Nordamerika. Dazwischen legen sie einen 3000-Kilometer-Zug zurück, darunter einen 1000 Kilometer langen Non-Stopp-Flug über den Golf von Mexiko.
Aufgrund seiner geringen Größe und seinem geringen Gewicht hat der Rubinkehlkolibri zahlreiche natürliche Feinde wie Libellen, Gottesanbeterinnen oder Frösche. Manche verfangen sich auch in Spinnennetzen oder werden von Disteln aufgespießt. Obwohl Rubinkehlkolibris im 19. Jahrhundert aufgrund ihrer farbenprächtigen Federn beliebte Sammelobjekte waren und in der viktorianischen Zeit ausgestopfte Exemplare oft in den Wohnzimmern hingen, wurde der Bestand dadurch kaum beeinträchtigt. Zurzeit sind sie nicht bedroht und werden in den Hauptverbreitungsgebieten oft gesehen.

## Etymologie und Forschungsgeschichte

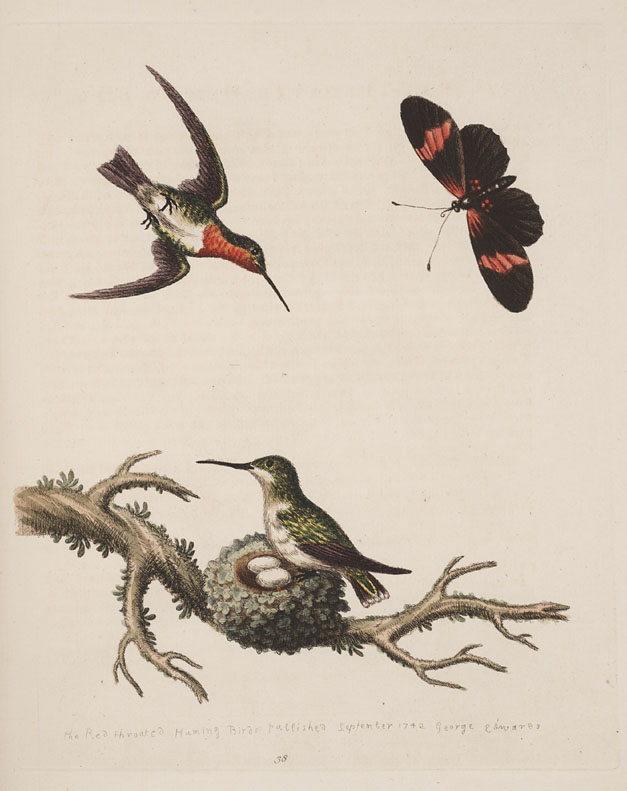
Historische Radierung von George Edwards: „The Red throated Huming Bird“ aus A Natural History of Birds, Band 1, 1743.

Carl von Linné beschrieb den Rubinkehlkolibri unter dem Namen Trochilus Colubris. Als Fundort nannte er South Carolina. Später wurde die Art der Gattung Archilochus zugeordnet. Ἀρχίλοχος Archílochos war ein Poet von der Insel Paros. Das Artepitheton colubris ist das spanische Wort für Kolibri. Arthur Schopenhauer prägte ein deutsch-lateinisches Wortspiel, welches Kolibri auf praeda colubri von „Beute der Schlange“ zurückführt. Allerdings betonte er, dass die Ähnlichkeit von „Kolibri“ mit coluber für „Schlange“ wohl eher zufälliger Natur sei. Bereits 1731 beschrieb und illustrierte Mark Catesby mit The Humming-bird bzw. Le Colibri den Rubinkehlkolibri. 1743 folgte George Edwards mit dem Red throated Huming Bird, der die Art ebenfalls beschrieb und illustrierte. Da damals noch keine Linné’sche Nomenklatur existierte, gilt heute Carl von Linné als Erstautor.